# Katie Smith
Katherine May „Katie” Smith (ur. 4 czerwca 1974 w Lancaster) – amerykańska koszykarka, występująca na pozycji skrzydłowej, trzykrotna złota medalistka olimpijska, obecnie asystentka trenera Minnesoty Lynx.
Studiowała na Ohio State University, uczelnię ukończyła w 1996. Do WNBA została wybrana w drafcie w 1999. Obecnie jest zawodniczką Detroit Shock, wcześniej zawodowo występowała w Columbus Quest (1996-98, w lidze ABL) i Minnesota Lynx (1999-2005). Z Shock była mistrzynią ligi. Pięciokrotnie była wybierana do WNBA All-Star Game. W Europie grała w Lotosie Gdynia (2001-02) i Fenerbahçe SK.
Niezwykle wszechstronna zawodniczka, mogąca grać na trzech najniższych pozycjach, od lat ma pewne miejsce w reprezentacji Stanów Zjednoczonych. Poza trzema mistrzostwami olimpijskimi może się poszczycić m.in. dwoma złotymi krążkami mistrzostw świata (1998 i 2002) oraz brązowym medalem tej imprezy (2006).
W trakcie sezonu WNBA 2001 ustanowiła siedem rekordów ligi. Uzyskała najwyższą: średnią punktów (23,1), sumę punktów (739), celnych (246) i oddanych (275) rzutów wolnych, oddanych rzutów za 3 punkty (240), minut (1234) i średniej minut gry (38,6).
14 lutego 2020 została asystentką trenera Minnesoty Lynx.

## Osiągnięcia

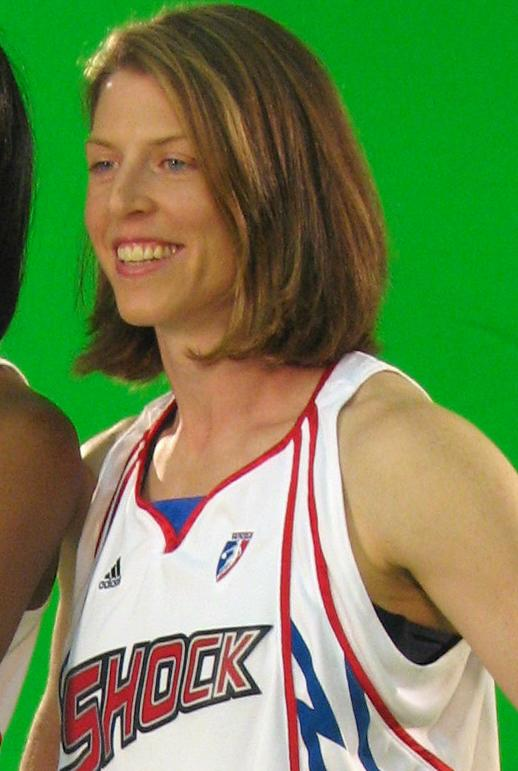
Smith w barwach Detroit Shock.

Na podstawie, o ile nie zaznaczono inaczej.

### NCAA
- Wicemistrzyni NCAA (1993)
- Uczestniczka II rundy turnieju NCAA (1993, 1996)
- Mistrzyni sezonu regularnego konferencji Big Ten (1993)
- Laureatka nagrody Chicago Tribune Silver Basketball (1996)
- Zawodniczka Roku Konferencji Big Ten (1996)
- Najlepsza pierwszoroczna zawodniczka:
  - NCAA według Sports Illustrated (1993)
  - konferencji Big Ten (1993)
- Atletka Stulecia Ohio State (2002)
- Zaliczona do:
  - I składu:
    - Kodak All-American (1993)
    - Big Ten (1994–1996)
    - turnieju:
      - NCAA Final Four (1993)
      - NCAA East Regional (1993)

  - II składu Big Ten (1993)
  - Galerii Sław Sportu uczelni Ohio State (2001)

### WNBA
- Mistrzyni WNBA (2006, 2008)
- Wicemistrzyni WNBA (2007)
- MVP finałów WNBA (2008)[8]
- Zaliczona do:
  - I składu WNBA (2001, 2003)
  - II składu:
    - WNBA (2000, 2002)
    - defensywnego WNBA (2008)

  - składu:
    - najlepszych zawodniczek dekady - WNBA All-Decade Team (2006)
    - WNBA Top 15 Team
    - WNBA Top 20@20 (2016 – 20. najlepszych zawodniczek w historii WNBA)
    - WNBA 25th Anniversary Team (2021)[9]
- Uczestniczka meczu gwiazd WNBA (2000–2003, 2005, 2009)
- Liderka strzelczyń WNBA (2001)[10]

Rekordy WNBA
- Najwięcej:
  - celnych rzutów:
    - za 3 punkty w karierze (906)
    - wolnych w jednym sezonie (246 – 2001)

  - oddanych rzutów:
    - wolnych w jednym sezonie (275 – 2001 – poprawiony w 2011 przez Angel McCoughtry – 287)
    - za 3 punkty w karierze (2466)
- Rekordzistka WNBA w:
  - średniej rozegranych minut (38,56% – 2001)[11]
  - liczbie rozegranych minut (1234 – 2001)[12]

### Drużynowe inne
- Mistrzyni:
  - ABL (1997, 1998)
  - Polski (2002)
  - Turcji (2010)
- Wicemistrzyni Euroligi (2002)
- Zdobywczyni Pucharu Prezydenta Turcji (2010)
- Finalistka Pucharu Turcji (2010)

### Indywidualne inne
- MVP meczu gwiazd PLKK (2002)
- Zwyciężczyni konkursu NBA Shooting Stars (2009)
- Zaliczona do:
  - I składu ABL (1998)
  - Koszykarskiej Galerii Sław im. Jamesa Naismitha (2018)[13]
- Uczestniczka Meczu Gwiazd:
  - PLKK (2002)
  - ABL (1997, 1998)

### Reprezentacja
- Mistrzyni:
  - olimpijska (2000, 2004, 2008)
  - świata (1998, 2002)
  - Igrzysk Dobrej Woli (1994)
  - Ameryki (2007)
  - Pucharu Jonesa (1996)
  - turnieju Opals World Challenge (2002)[14]
- Wicemistrzyni:
  - Uniwersjady (1995)
  - Ameryki (1997)
- Brązowa medalistka mistrzostw świata (2006)
- Uczestniczka mistrzostw świata U–19 (1993 – 7. miejsce)
- Koszykarka Roku USA Basketball (2008)
- Liderka igrzysk olimpijskich w skuteczności rzutów za 3 punkty (2000 – 60%)[15]